# Mustafa Barzani
Mustafa Barzani (Kurdisk:مسته فا بارزانی)(født 14. marts 1903, død 3. marts 1979) også kendt som Mullah Mustafa, var en kurdisk nationalistleder, og en af de mest velkendte politiske figurer i moderne Kurdisk politik. I 1946, blev han valgt som lederen af Kurdistans demokratiske parti (KDP) til at anføre den Kurdiske revolution mod de irakiske, og iranske regimer. Han var den primære politiske og militære leder af den Kurdiske revolution indtil hans død i Marts 1979. 
Hans søn Massoud Barzani er den nuværende leder af KDP.